# 莫尔贝克
莫尔贝克（法語：Morbecque，法語發音：[mɔʁbɛk]）是法国上法蘭西大區北部省的一个市镇，位于该省西北部，阿兹布鲁克以南，属于敦刻尔克区。

## 地理
莫尔贝克（50°41'37"N, 2°31'3"E）面积44.34 平方千米，位于法国上法蘭西大區北部省，该省份为法国最北部的省份及最长的省份，西北濒北海，西接加来海峡省，南至埃纳省和索姆省，东与比利时接壤。
与莫尔贝克接壤的市镇（或旧市镇、城区）包括：阿韦尔凯尔克、塞尔屈、斯滕贝克、蒂耶讷、旧贝尔坎、瓦隆卡佩勒、布拉兰盖姆、阿兹布鲁克、梅维尔。

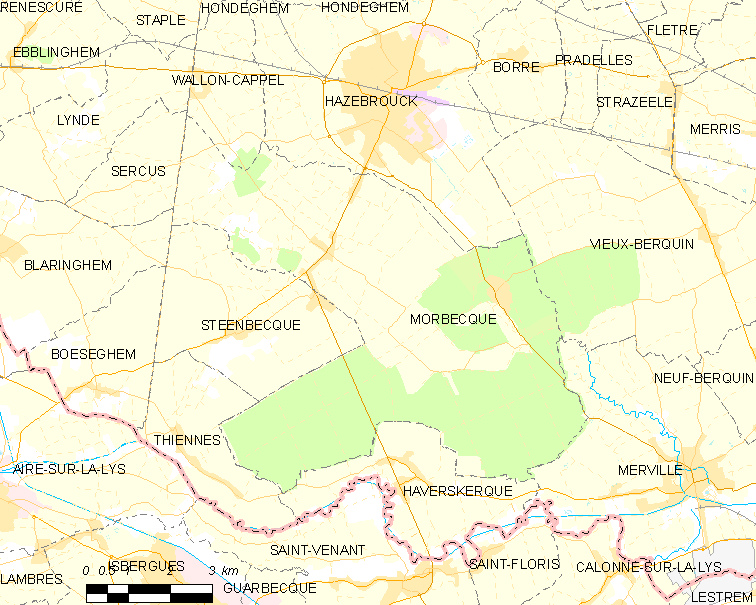
莫尔贝克的OSM定位图

莫尔贝克的时区为UTC+01:00、UTC+02:00（夏令时）。

## 行政
莫尔贝克的邮政编码为59190，INSEE市镇编码为59416。

## 政治
莫尔贝克所属的省级选区为阿兹布鲁克县。

## 人口

1962-2008年间莫尔贝克人口变化图示

莫尔贝克于2022年1月1日时的人口数量为2538人。